# Bojnice
Bojnice (węg. Bajmóc, niem. Weinitz) – miasto w środkowo-zachodniej Słowacji, w kraju trenczyńskim, w powiecie Prievidza. Położone jest na wysokości ok. 300 m n.p.m. nad rzeką Nitrą, na pograniczu Kotliny Górnonitrzańskiej i Gór Strażowskich, tuż na zachód od miasta Prievidza. Powierzchnia 19,92 km², ok. 4,9 tys. mieszkańców.
Na terenie Bojnic znajduje się Zamek Bojnicki, najstarszy na Słowacji ogród zoologiczny (zob. Zoo Bojnice), Prepoštská jaskyňa (siedlisko człowieka neandertalskiego) oraz jedno z najstarszych uzdrowisk na Słowacji.

## Historia
Bojnice należą do tych miejsc na Słowacji, na których stwierdzono ślady najstarszego pobytu człowieka z okresu paleolitu. Według obecnego stanu wiedzy pierwsi ludzie osiedlili się tu w okresie rissko – würmskiego optimum międzyzlodowaceniowego, tj. ok. 120 tys. lat temu. Ich ślady stwierdzono w rejonie trawertynowej kopy, na której wznosi się obecny zamek. Późniejsze osadnictwo znane jest z Jaskini Prepoštskej. Paleolityczny człowiek zostawił w niej wiele kamiennych narzędzi: skrobaków, noży, wierteł, szereg grotów do broni, a także mnóstwo odłamków powstałych przy ich produkcji. Niejasne są ślady osadnictwa neolitycznego w epoce brązu. Kultura halsztacka pozostawiła swoje ślady na terenie dzisiejszego starego miasta bojnickiego. Zapewne już lud reprezentujący kulturę puchowską wzniósł na szczycie trawertynowej kopy pierwszy gród, który później zajęły i rozbudowały ludy słowiańskie.
Prawdopodobnie około połowy IX wieku z niewielkiej osady-strażnicy rozwinęło się znaczące siedlisko władzy administracyjno-wojskowej w rejonie górnonitrzańskim, wokół którego zaczęły się koncentrować przejawy życia produkcyjnego, handlowego i kościelnego. Pierwsza pisemna wzmianka o miejscowości pochodzi z 1113 roku i dotyczy osady zlokalizowanej poniżej zamku bojnickiego. Podstawowe prawa miejskie uzyskały Bojnice w 1366 roku od króla Ludwika I, jednak pozostały dalej zależne od właścicieli bojnickiego „państwa” feudalnego. Rozwojowi miasta pomogły nadane mu później dodatkowe przywileje, jak prawo do utrzymywania jatki mięsnej, młyna, łaźni miejskiej a później i przywilej organizowania dorocznych jarmarków. Przywileje uzyskane przez miasto w ciągu wieków XIV–XVIII ograniczali jednak często właściciele państwa bojnickiego: w zależności od ich łaski miasto to podupadało, to ponownie odżywało.
Do znacznego ożywienia doszło w XVII wieku, kiedy przez Górną Nitrę poprowadzono główny (okrężny – z uwagi na zagrożenie tureckie) trakt pocztowy z Wiednia aż do Siedmiogrodu. W latach 1613–1823 w Bojnicach mieściła się jedna ze stacji pocztowych tego traktu. Na bojnickie targi i jarmarki z solą, żelazem i drogimi metalami przybywali handlarze z Wiednia, Moraw i Śląska. Szczególne znaczenie miał handel szafranem. Na prośbę Pawła Pálffy’ego w 1647 roku cesarz Ferdynand III Habsburg potwierdził miastu nowe prawa i przywileje miejskie. Do głównych źródeł utrzymania miasta, oprócz opłat targowych, należała również sprzedaż piwa w miesiącach zimowych.
W miarę rozwoju miasta rosły w siłę również miejskie cechy rzemieślnicze. Pierwszy cech utworzyli szewcy w 1653 roku. Wkrótce dołączyli do nich ciżmiarze, krawcy, tkacze, farbiarze płótna i sukna, kożusznicy, bednarze, murarze i in., a Bojnice wysunęły się w tej dziedzinie na przodujące miejsce wśród miast żupy nitrzańskiej. Miastem rządziła wybierana 12-osobowa rada miejska z wójtem na czele. Dysponowała ona swoim pisarzem i strażnikiem miejskim zwanym hajdukiem, który miał w „opiece” pręgierz i miejskie więzienie.
Konflikty zbrojne XVI i XVII wieku, w tym tzw. powstania kuruców, przyniosły miastu wiele szkód i cierpień. Wojny wewnętrzne i zagrożenie tureckie zmusiły miasto do wzniesienia umocnień miejskich. Prace przy ich budowie rozpoczęły się za Thurzonów, a kontynuowane były za Pálffych, którzy w miejsce drewnianych palisad wybudowali w 1633 roku system miejskich murów obronnych.
Powolny upadek miasta rozpoczął się już na początku XIX wieku. Wiązał się z postępującym spadkiem znaczenia produkcji rzemieślniczej w miarę rozwoju manufaktur, a następnie produkcji fabrycznej – zwłaszcza po zniesieniu poddaństwa w 1848 roku. Bojnice pozostały jednak administracyjnym, wojskowym i gospodarczym centrum Górnej Nitry i siedzibą powiatu do 1872 roku.

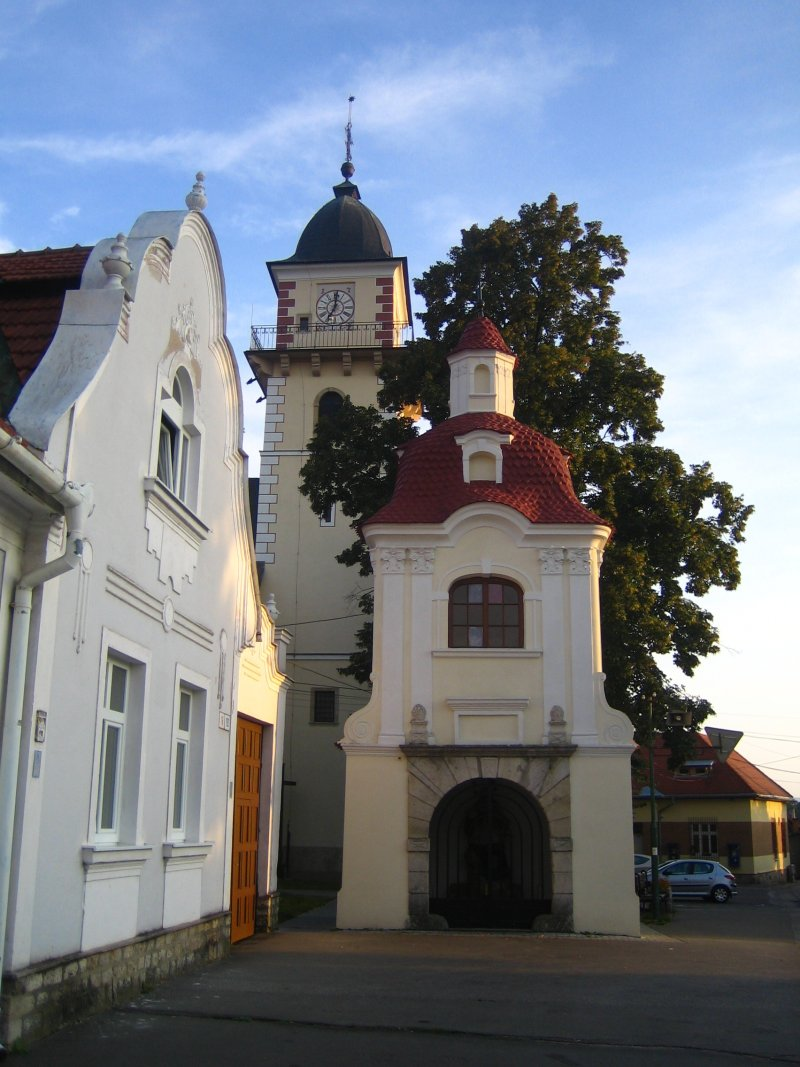
Kościół w Bojnicach

Po utracie praw miejskich miasto odzyskało je dopiero w 1966 roku. Obecnie jest znaną miejscowością uzdrowiskową z ciepłymi źródłami wód mineralnych oraz intensywnie rozwijającym się ośrodkiem ruchu turystycznego. Aktualnie (rok 2011) centrum miasta, a zwłaszcza Rynek, są restaurowane i przebudowywane kosztem ok. 1 mln €.

## Współpraca
Miejscowości partnerskie:źródło:
- Bad Krozingen, Niemcy
- Jesionik, Czechy
- La Louvière, Belgia
- Rosta, Włochy
- Zator, Polska